# Virgin River (série télévisée)
Pour les articles homonymes, voir Virgin.
Cet article concerne la série télévisée. Pour la rivière Virgin, voir Virgin (rivière).
Virgin River est une série télévisée américaine dramatique développée par Sue Tenney basée sur les romans Virgin River de Robyn Carr (en). La série est diffusée depuis le 6 décembre 2019 sur le service Netflix.

## Synopsis
Melinda « Mel » Monroe, infirmière en deuil, répond à une annonce pour travailler dans la ville reculée de Virgin River en Californie. Elle a tout abandonné à Los Angeles en pensant que ce serait l'endroit idéal pour repartir à zéro et laisser ses souvenirs douloureux derrière elle. Bien qu'accueillie avec bienveillance dans la ville où tous se connaissent et s'entraident, elle découvre rapidement que la vie dans une petite ville n'est pas aussi simple qu'elle s'y attendait et qu'elle doit apprendre à se guérir avant de pouvoir vraiment faire de Virgin River son chez-soi.

## Distribution

### Acteurs principaux
- Alexandra Breckenridge (VF : Philippa Roche) : Melinda « Mel » Monroe
- Martin Henderson (VF : Loïc Guingand) : Jack Sheridan
- Annette O'Toole (VF : Brigitte Virtudes) : Hope McCrea
- Tim Matheson (VF : Olivier Destrez) : Dr Vernon « Doc » Mullins
- Colin Lawrence (en) (VF : Frantz Confiac) : John « Preacher » Middleton
- Lauren Hammersley (en) (VF : Ariane Aggiage) : Charmaine Roberts (saisons 1 à 4, récurrente saison 5)
- Jenny Cooper (en) (VF : Sandrine Cohen) : Joey Barnes, sœur de Melinda (saison 1, invitée saisons 2 et 4)
- Ben Hollingsworth (VF : Stanislas Forlani) : Dan Brady (depuis saison 2, récurrent saison 1)
- Grayson Gurnsey (VF : Tom Trouffier) : Ricky (depuis saison 2, récurrent saison 1)
- Sarah Dugdale (VF : Ludivine Maffren) : Lizzie (depuis saison 2)
- Zibby Allen (VF : Nathalie Kanoui): Brie Sheridan (depuis saison 3)
- Marco Grazzini : Mike Valenzuela (depuis saison 3, invité saison 2)
- Mark Ghanimé (VF : Pascal Nowak) : Dr Cameron Hayek (saison 4)
- Kai Bradbury : Denny Cutler (depuis saison 4, invité saison 3)
- Kandyse McClure (VF : Aurélie Konaté) : Kaia Bryant (depuis saison 5)

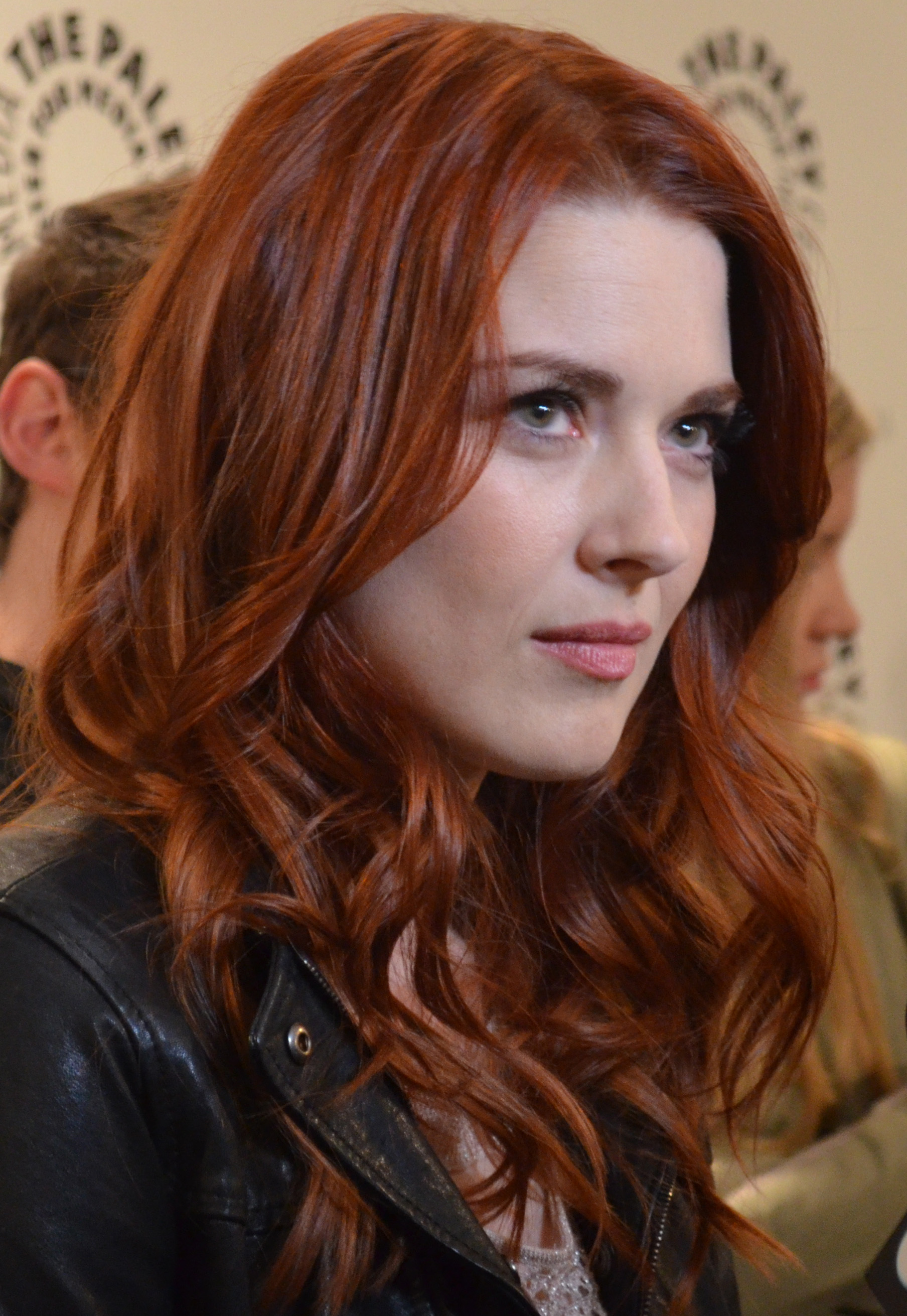
Alexandra Breckenridge
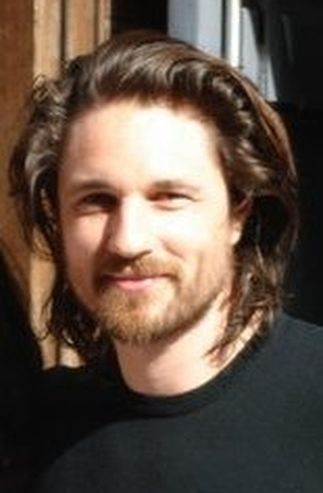
Martin Henderson
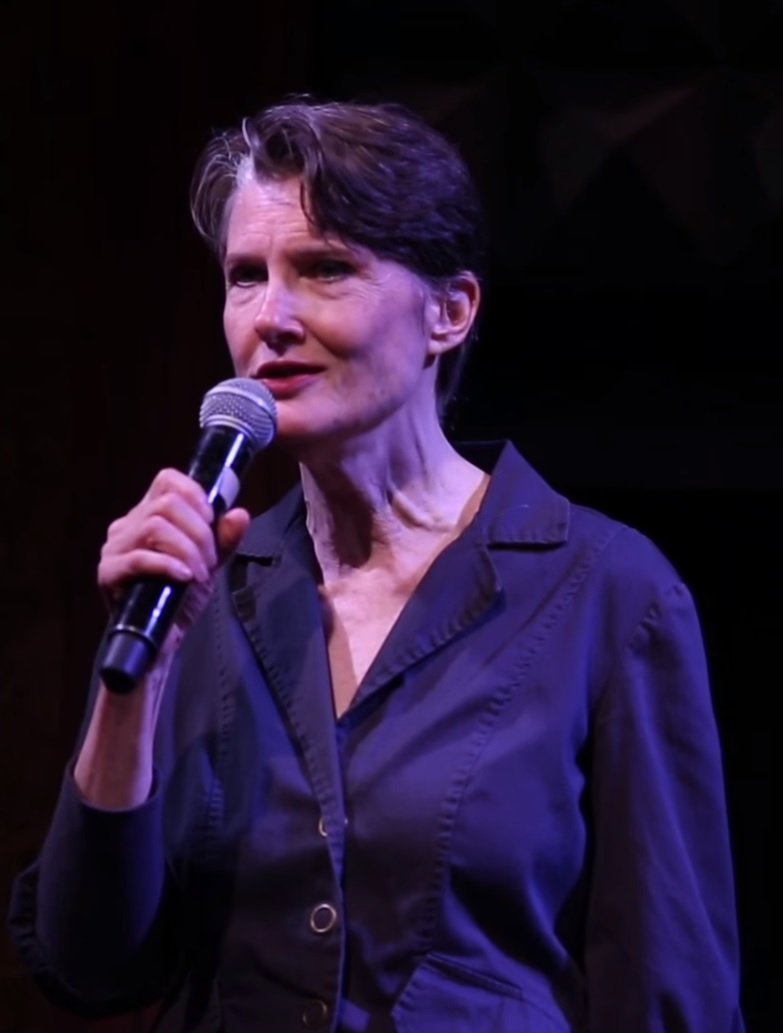
Annette O'Toole
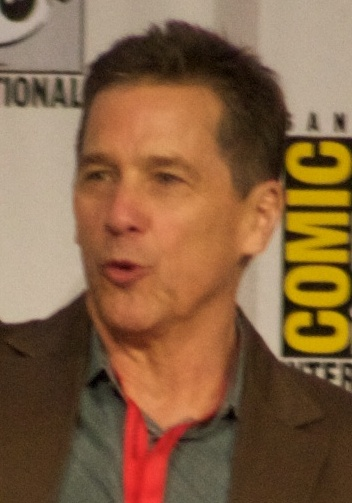
Tim Matheson
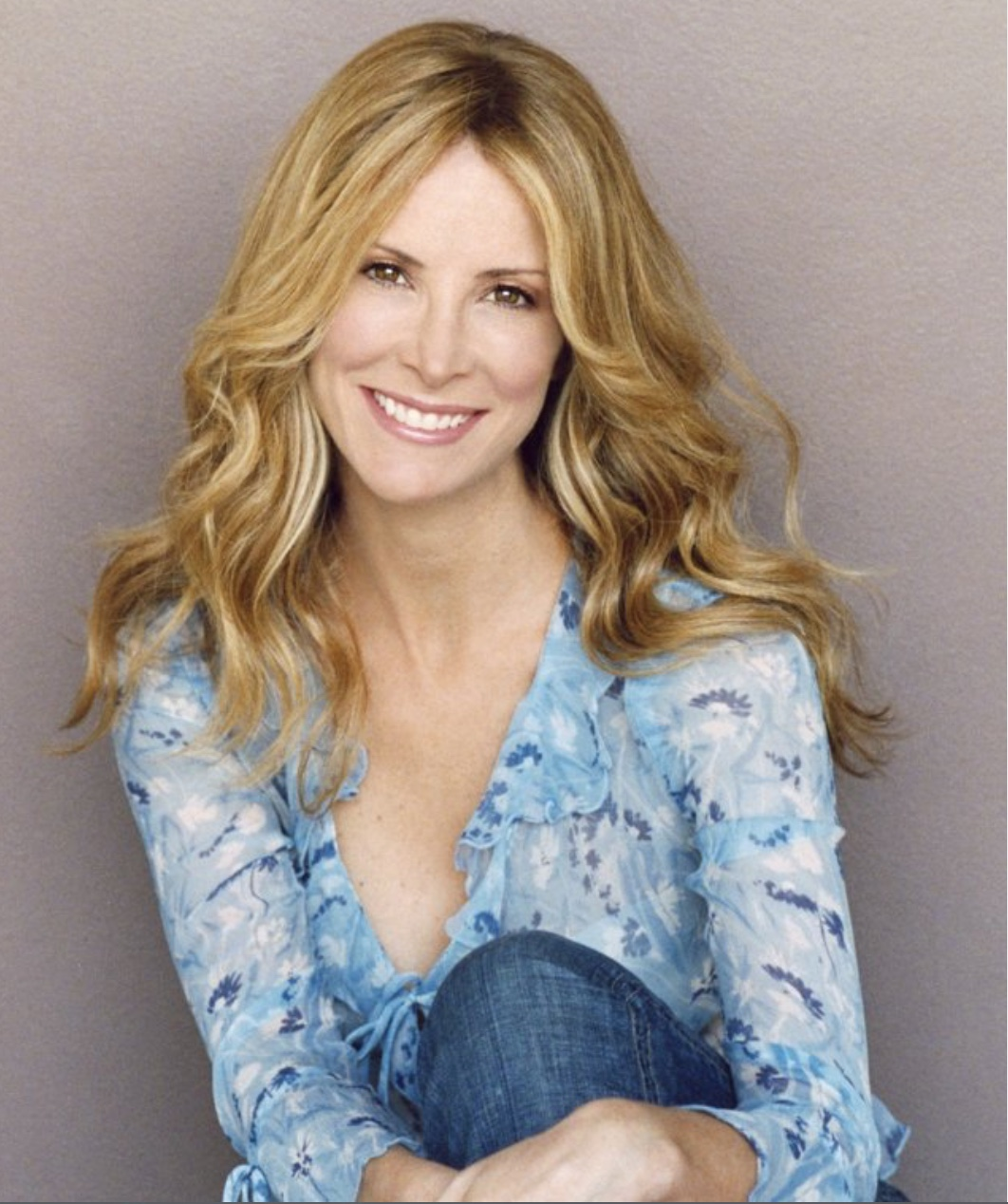
Jenny Cooper (en)

### Acteurs récurrents
- Daniel Gillies (VF : Arnaud Arbessier) : Mark Monroe, ex-mari de Melinda (récurrent saisons 1 et 3, invité saisons 2 et 4)
- Lexa Doig (VF : Natacha Muller) : Paige Lassiter / Michelle Logan (récurrent saisons 1 et 4, invitée saisons 2 et 5)
- Lynda Boyd (en) (VF : Ariane Deviègue) : Lilly (saisons 1-3, invitée saison 4)
- Nicola Cavendish (en) (VF : Nikie Lescot) : Connie
- David Cubitt (VF : Fabrice Josso) : Calvin (récurrent saisons 1, 2 et 4, invité saisons 3 et 5) puis Josh Blacker (saison 6)
- Ian Tracey (VF : Patrick Pellegrin) (saisons 1, 2 et 6, invité saisons 3-5) : Jimmy
- Chase Petriw (VF : Marie Nonnenmacher) : Christopher, fils de Paige (récurrent saisons 1 à 4, invité saison 5)
- Trevor Lerner (VF : Frédéric Souterelle) : Bert Gordon
- Teryl Rothery (VF : Monique Nevers) : Muriel
- Chad Rook (VF : Yannick Bellissard) : Spencer (saison 2, invité saison 1)
- Gwynyth Walsh (VF : Annie Le Youdec) : Jo Ellen
- Stacey Farber : Tara Anderson, la fille de Lilly (saison 3 à 5, invitée saison 6)
- Christina Jastrzembska : Lydie
- Trevor Lerner : Bert Gordon (depuis la saison 2, invité saison 1)
- Steve Bacic : Wes / Vince (saison 2, invité saisons 3 à 5). Michael Shanks interprète le personnage dans la saison 1.
- Keith MacKechnie : Nick (depuis la saison 2)
- Carmel Amit : Jamie (saison 2, invité saison 6)
- Patrick Sabongui : Todd Masry (saison 3)
- Lucia Walters : Julia (saisons 3 à 5)
- Clare Filipow : Hannah (depuis la saison 3)
- Barbara Pollard : Melissa Montgomery (saisons 4 et 5)
- Libby Osler : Ava Anderson[1] (saison 5, invitée saison 6)
- Elise Gatien : Lark (saisons 5–6)
- Gabrielle Rose : Amelia Sheridan (depuis la saison 5)
- John Allen Nelson : Everett Reid (invité saison 5, récurrent saison 6)
  - Callum Kerr : Everett dans les années 1970 (saison 6)
- Jessica Rothe : Sarah (saison 6)

- Version française
  - Société de doublage : BTI Studios
  - Direction artistique : Coco Noël
  - Adaptation française : Laëtitia Gomis et Marie-Agnès Desplaces

 Source et légende : version française (VF) sur RS Doublage

## Production

### Développement
Le 27 septembre 2018, Netflix commande dix épisodes du drame scénarisé, basé sur les romans best-sellers de Robyn Carr (en). Sue Tenney servira de showrunner et de productrice exécutive. Roma Roth et Chris Perry seront les producteurs exécutifs.
Le 20 décembre 2019, Netflix a reconduit la série pour une deuxième saison de dix épisodes.
Le 17 décembre 2020, Netflix à nouveau reconduit la série, pour une troisième saison de dix épisodes.
Le 20 septembre 2021, Netflix a annoncé la commande de deux saisons supplémentaires. La quatrième saison, sortie à l'été 2022 comporte douze épisodes, tout comme la cinquième saison, sortie à l'été 2023.
Le 17 mai 2023, une sixième saison est commandée. Le 23 octobre 2024, deux mois avant la mise en ligne de la saison 6, une septième saison de dix épisodes est confirmée.

### Distributions des rôles
Le 19 décembre 2018, Alexandra Breckenridge décroche le rôle-titre de la série avec Martin Henderson, Annette O'Toole et Tim Matheson. Peu après, Colin Lawrence (en), Jenny Cooper (en) et Lauren Hammersley (en) rejoignent la distribution, suivis de Daniel Gillies, Ben Hollingsworth, Grayson Gurnsey, David Cubitt, Lexa Doig et Ian Tracey.
Le 29 mai 2020, Sarah Dugdale a rejoint la deuxième saison en tant que personnage récurrent tandis que Grayson Gurnsey a été promu en tant que personnage régulier pour la deuxième saison. Le 11 juin 2020, Ben Hollingsworth a été promu à la distribution principale pour la deuxième saison.

### Tournage
Le tournage pour la première saison de la série a commencé le 3 décembre 2018 à Vancouver en Colombie-Britannique et s'est terminé le 26 mars 2019. Elle a également été filmée à Snug Cove (en), New Westminster, Squamish, Agassiz et Port Coquitlam, ainsi qu'à Richmond.
Le tournage de la deuxième saison a commencé le 9 septembre 2019 et s'est terminé le 17 décembre 2019.

## Épisodes
| Saisons | Saisons | Nombre d'épisodes | Diffusion originale sur Netflix |
| ------- | ------- | ----------------- | ------------------------------- |
|         | 1       | 10                | 6 décembre 2019                 |
|         | 2       | 10                | 27 novembre 2020                |
|         | 3       | 10                | 9 juillet 2021                  |
|         | 4       | 12                | 20 juillet 2022                 |
|         | 5       | 10                | 7 septembre 2023                |
| 2       | 5       | 30 novembre 2023  |                                 |
|         | 6       | 10                | 19 décembre 2024                |
|         | 7       | 10                | 2025                            |

### Première saison (2019)
1. Un chemin à poursuivre (Carry On)
2. Perdue (Lost)
3. Retrouvée (…And Found)
4. Un cœur blessé (A Wounded Heart)
5. Coups de feu (Under Fire)
6. Méli-mélo (Let's Mingle)
7. Moments de vérité (If Truth Be Told)
8. Dans la lumière (Into the Light)
9. On a tous un secret (Everybody Has a Secret)
10. Retournements (Unexpected Endings)

### Deuxième saison (2020)
1. Nouveau départ (New Beginnings)
2. Pris par surprise (Taken by Surprise)
3. Le Lendemain matin (The Morning After)
4. Rumeur (Rumor Has It)
5. Impossible d'oublier (Can't Let Go)
6. Aller de l'avant (Out of the Past)
7. Point de rupture (Breaking Point)
8. Angles morts (Blindspots)
9. Danger à l'horizon (Hazards Ahead)
10. Le Souffle de la passion (Blown Away)

### Troisième saison (2021)
1. Il n'y a pas de fumée… (Where There's Smoke…)
2. Des pattes poisseuses (Sticky Feet)
3. Pièces détachées et cœurs brisés (Spare Parts and Broken Hearts)
4. Le Souffle court (Take My Breath Away)
5. À petit feu (Kindling)
6. Jack et Jill (Jack and Jill)
7. Clarifications (Split)
8. La Vie, la mort (Life and Death)
9. Le Soleil reviendra (The Sun Also Rises)
10. Un mariage, pas d'enterrement… et un bébé (A Wedding, No Funeral and a Baby)

### Quatrième saison (2022)
Elle a été mise en ligne le 20 juillet 2022.
1. Un bébé avec toi (Be My Baby)
2. L'Instinct paternel ? (Father Knows Best…?)
3. Sur le grill (Grilled)
4. Les Caprices du cœur (Serious As A…)
5. Mayday (MayDay)
6. Foire en questions (All's Faire)
7. Comme une évidence (Otherwise Engaged)
8. Il faut qu'on parle (Talk to Me)
9. L'Effet d'une bombe (Bombshells)
10. L'Eau et le feu (Fire and Rain)
11. Encore et encore (Once Again)
12. Ce n'est qu'un au revoir (The Long Goodbye)

### Cinquième saison (2023)
Cette saison de douze épisodes est divisée en deux parties. La première de dix épisodes est mise en ligne le 7 septembre 2023, et la deuxième de deux épisodes sous le thème du temps des fêtes le 30 novembre 2023.
1. Une deuxième chance (A Second Chance)
2. Un air de Fleetwood Mac (Songbird)
3. Des risques mesurés (Calculated Risk)
4. Jamais plus comme avant (Never Gonna Be the Same)
5. L'Épreuve du feu (Trial by Fire)
6. Les Héros (Heroes Rise)
7. La Leçon des cendres (From the Ashes)
8. Sous la pleine lune (Full Moon)
9. Le Panorama (Angel's Peak)
10. Bas les masques (Labor Day)
11. Plus on est de fous, plus on rit (The More the Merrier)
12. Le Père Noël (Father Christmas)

### Sixième saison (2024)
Cette saison de dix épisodes est mise en ligne le 19 décembre 2024.
1. Après l'hiver vient le printemps (Hope Springs Eternal)
2. Là où ils ont été brisés (The Broken Places)
3. Délibérations (The Jury's Out)
4. Frères et sœurs (Brothers & Sisters)
5. Love Story  (Love Story)
6. Les Fantômes (Ghosts)
7. Quand la montagne s'effondre (I Climbed a Mountain and I Turned Around)
8. Flot d'enthousiasme (Going Overboard)
9. Prélude à un baiser (Prelude to a Kiss)
10. Le Grand Jour (The Big Day)

### Septième saison (2025-2026)
Note : Pour les informations de renouvellement voir la section Production.
Cette saison de dix épisodes est prévue pour 2025 ou 2026.

## Accueil

### Réception critique
Lors de sa chronique les 80 secondes de Nicolas Demorand de la matinale du 8 janvier 2021, ce dernier a avoué « le bonheur parfumé à l’eau de rose qu'[il a] pris à regarder la série Virgin River ».